# Музеј
Музеј (од старогрчког. μουσείον], мусио - седиште Муза) је назив за установу и зграду, у којој се чувају, проучавају и излажу - хронолошки или тематски - збирке старина и уметнина, те природњачких, техничких и сл. предмета.
У најширој употреби -ICOM}--ова дефиниција из 1974. године према којој је музеј непрофитна, стална установа у служби друштва и његовог развоја и отворена јавности, која сабира, чува, истражује, комуницира и излаже материјална сведочанства човека и његове околине, ради проучавања, образовања и забаве.

## Историја музеја
Први запис о уметничкој збирци драгоцености сакупљеној у ратним походима потиче из града Сузе (око 1176. п. н. е.). У Персепољу се спомињу палате с ризницама и киповима грчке уметности, у свечаним приликама отворене јавности.
У 5. веку п. н. е. на атенској акрополи налазе се архетипски облици будућих галерија и музеја (Пинакотека уз пропилеје, Калкотека са изложеним киповима испод Партенона, Stoa poikile - трем испод акрополе украшен сликама с мотивима битке код Маратона). Такође, ризнице у универзитетима уз храмове у Атини, Коринту, Олимпији, Делфима и др. са заветним даровима о којима су се бринули hieropoei, чувари и свештеници. Они су израђивали пописе с посетиоцима. У хеленизму настају први музеји уз библиотеке, као средишта научне, културне и уметничке делатности (Александрија у 3. веку п. н. е.,  Пергаму у 2. веку п. н. е.).
Антички Рим не познаје музеје као институцију, али прикупља и јавно, у библиотекама, дворанама терми, храмовима или на отвореном, излаже бројна дела ликовне уметности.
Данашњи тип музеја јавља се у доба ренесансе у Италији. Збирка Лоренца Величанственог у Фиренци назива се „Музеј кодекса и уметничких гема” (итал. Musei dei codici e cimeli artistici). Од 16. века занимање за прикупљање културно-историјско-научне грађе (curiosa naturalia) расте и јављају се галерије у којима се чувају уметничка дела.
У 18. веку граде се прве музејске зграде прилагођене музејској грађи и отворене јавности: Музеј Ешмолијен у Оксфорду, с штампаним правилима из 1714, наплаћује улаз под водством кустоса; Природњачки музеј у Бечу, 1748; Британски музеј у Лондону (енгл. British Museum), 1753. и др.
Француска револуција доводи до стварања многих јавних музеја. У 19. веку долази до првих специјалистичких разврставања музеја. С једне стране покушавају се створити енциклопедијски музеји с образовним приступом (Метрополитански музеј уметности у Њујорку и Музеј лепих уметности у Бостону), а с друге стране, следе појаве нових научних дисциплина, музејске збирке прерастају у специјализоване музеје: 
- археолошки (1802. основан је лапидаријум у Августову храму у Пули; Археолошки музеј у Сплиту основан је 1820, а у Задру 1830),
- уметнички музеји и галерије (Национална галерија у Лондону из 1842, Ермитаж у Петрограду из 1852,
- технички музеји (Conservatoire National des Arts et Métiers у Паризу из 1794; Deutsches Museum von Meisterwerken der Naturwissenschaft und Technik у Минхену из 1903), Технички музеј у Загребу 1854.
- историјски музеји (Музеј Наполеона у Паризу; Heeresmuseum у Бечу),
- етнографски музеји (1837. у Лајдену; Museum fur Völkerkunde у Бечу из 1876; Етнографски музеј у Сплиту из 1910. и у Загребу 1919),
- природњачки музеји (Народни природњачки музеј у Паризу из 1793; Национални природњачки музеј  у оквиру Смитсонијанске институције у Вашингтону из 1846; Амерички природњачки музеј у Њујорку из 1869),
- национални музеји (Народни музеј у Задру из 1832. и Загребу 1846) који код малих народа афирмишу национални идентитет.

У 20. веку музеји дефинишу различите облике излагања, методолошки обликованих како би комуницирали с јавношћу. Објављују се каталози изложби и друге публикације, израђују се и продају сувенири, организују се предавања и педагошке радионице за децу. У Другом светском рату мноштво музеја је уништено. После рата граде се велике, нове музејске зграде: 1959. Гугенхајм музеј у Њујорку; 1964. Национални музеј антропологије у граду Мексику; 1973. Музеј Ван Гога у Амстердаму; 1977. Национални музеј модерне уметности у центру Жорж  Помпиду (тзв. Бобур, Beaubourg) у Паризу; 1982; Neue Staatsgalerie у Штутгарту; или се изводе садржајне адаптације (у Паризу зграда железничке станице u Музеј Орсе, зграда Хотел Сале у Музеј Пикасо и др); отварају се екомузеји и музеји на отвореном.
Поткрај 20. и почетком 21. века долази до развоја виртуалних музеја, као и тематског окупљања дигиталних збирки доступних интернетом. MOWA (енгл. Museum of Web Art) не постоји као зграда, али има поставу, нуди могућност разгледавања и образовне програме.

## Подела
- Научни (археолошки, историјски, етнографски, природњачки, технички, војни, криминалистички, хигијенски, школски, поморски и др.)
- Уметнички (који садрже збирке слика, скулптура, графика и објеката примењене уметности).[5]

По карактеру, структури и територијалној компетенцији деле се на државне, земаљске, покрајинске, градске и завичајне. Често се употребљавају и називи галерија (за веће збирке слика и скулптура) и кабинет (за збирке графика, новаца и медаља).
Осим изложбених просторија, савремени музеј има депое (читав се инвентар ретко излаже), просторије за рестаурирање и препарирање музејских експоната, фотографску лабораторију, просторије за стручно особље, с инвентарима и библиотеком.

## Најпознатији музеји и галерије

### Европа
- Фиренца: Палата Пити (Pitti) и Галерија Уфици (Uffizi),
- Милано: Галерија Брера,
- Венеција: Галерија Академије,
- Рим: Ватикански музеји, Капитолски музеји, Модерна галерија,
- Париз: Музеј историје и уметности Лувр (Louvre), Музеј уметности Орсе,
- Амстердам: Ријксмузеум, Музеј Ван Гога,
- Лондон: Британски музеј и Национална галерија, Музеј Викторије и Алберта,
- Мадрид: Музеј уметности Прадо, Реина Софија,
- Билбао: Музеј модерне уметности Гугенхајм Билбао.
- Санкт Петербург: Музеј уметности Ермитаж,
- Москва: Третјаковска галерија, Пушкинов музеј,
- Минхен: Стара и Нова пинакотека, Немачки музеј,
- Дрезден: Галерија старих мајстора у Дрездену,
- Беч: Уметничко-историјски музеј.

## Најпосећенији музеји
У овом одељку наведени су 20 најпосећенијих музеја у 2018. години које су саставили AECOM и годишњи извештај Тематског удружења за забаву о најпосећенијим атракцијама на свету. Градови Лондон и Вашингтон садрже више од 20 најпосећенијих музеја на свету него било који други, са пет и четири музеја.
| Ранг | Музеј                                     | Локација        | Годишњи посетиоци |
| ---- | ----------------------------------------- | --------------- | ----------------- |
| 1    | Лувр                                      | Париз           | 10.200.000        |
| 2    | Кинески национални музеј                  | Пекинг          | 8.610.092         |
| 3    | Метрополитенски музеј уметности           | Њујорк Сити     | 6.953.927         |
| 4    | Ватикански музеји                         | Ватикан ( Рим)  | 6.756.186         |
| 5    | Национални музеј авијације и астронаутике | Вашингтон       | 6.200.000         |
| 6    | Тејт Модерн                               | Лондон          | 5.868.562         |
| 7    | Британски музеј                           | Лондон          | 5.828.552         |
| 8    | Национална галерија у Лондону             | Лондон          | 5.735.831         |
| 9    | Природњачки музеј у Лондону               | Лондон          | 5.226.320         |
| 10   | Амерички природњачки музеј                | Њујорк Сити     | 5.000.000         |
| 11   | Национални природњачки музеј              | Вашингтон       | 4.800.000         |
| 12   | Национална галерија уметности             | Вашингтон       | 4.404.212         |
| 13   | Кинески музеј науке и технологије         | Пекинг          | 4.400.000         |
| 14   | Ермитаж                                   | Санкт Петербург | 4.220.000         |
| 15   | Музеј Џеђанг                              | Хангџоу         | 4.200.000         |
| 16   | Национални музеј америчке историје        | Вашингтон       | 4.100.000         |
| 17   | Музеј Викторије и Алберта                 | Лондон          | 3.967.566         |
| 18   | Реина Софија                              | Мадрид          | 3.898.000         |
| 19   | Национални музеј палате у Тајпеју         | Тајпеј          | 3.860.000         |
| 20   | Музеј Нанкинг                             | Нанкинг         | 3.670.000         |